# Àhmad ibn Abd-al-Màlik ibn Attaix
Àhmad ibn Abd-al-Màlik ibn Attaix (mort el 1107) fou un daï (missioner) i líder ismaïlita del segle xi i començament del xii, del temps del soldà Barkyaruq, i contemporani d'Al-Hàssan as-Sabbah, el cap d'Alamut. Era fill d'Abd-al-Màlik ibn Attaix, un reputat savi.
El seu pare va exercir com daï a Al-Iraqayn (Iraq ajamita) i va viure a Esfahan fins que per la seva activitat va haver de fugir i va anar a Rey on el 1072 va introduir a Al-Hàssan as-Sabbah com a quadre entre els daïs i el va enviar a Egipte; també es diu que fou el que va captar al rais Mudhàffar de Gerdukh pel moviment. El seu fill Àhmad ibn Attaix, mentre, havia restat a Esfahan, on es va introduir a la fortalesa de Xahdez (o Qaḷʿa-ye Jalālī, construïda en temps de Màlik-Xah 1072-1092), com a mestre pels fills dels soldats daylamites; progressivament va convèncer a la guarnició de les seves idees. Al-Hàssan as-Sabbah va ocupar Alamut el 1090 i el fet que era a Daylam va facilitar la tasca a Xahdez que amb tota la guarnició i part de la població de la rodalia va passar a mans dels ismaïlites (per dotze anys, 1095-1107, segons Raixid-ad-Din) així com una altra fortalesa, la de Kalanjan, també a la rodalia d'Esfahan. Ubayd-Al·lah ibn Alí Katibí, valí d'Esfahan, va pactar amb Attaix i el seu fill. Quan els ismaïlites van començar a recaptar taxes la població es va posar en contra. Barkyaruq, enfrontat a problemes interns, va transigir amb els ismaïlites, però la situació va canviar sota Muhàmmad ibn Màlik-Xah que després de la mort de Barkyaruq el 1104, va començar a combatre el moviment ismaïlita a les seves fortaleses.
Xahdez fou assetjada durant un any; Attaix va demanar la pau al·legant que els seus seguidors eren musulmans plens i no podien ser objecte de guerra. Discussions teològiques van seguir que no foren acceptades per Muhàmmad ibn Màlik-Xah. Xahdez fou conquerida finalment el 1107 pel visir seljúcida Sad-al-Mulk Abi, i Attaix i el seu fill foren capturats; la seva dona es va tirar des de les muralles; Attaix fou passejat pels carrers de la ciutat per ser ridiculitzat i finalment se li va arrancar la pell encara viu. El seu cap i el del seu fill, també executat, foren enviats a Bagdad.